# Le Châtellier (Orne)
Le Châtellier is een gemeente in het Franse departement Orne (regio Normandië) en telt 343 inwoners (1999). De plaats maakt deel uit van het arrondissement Argentan.

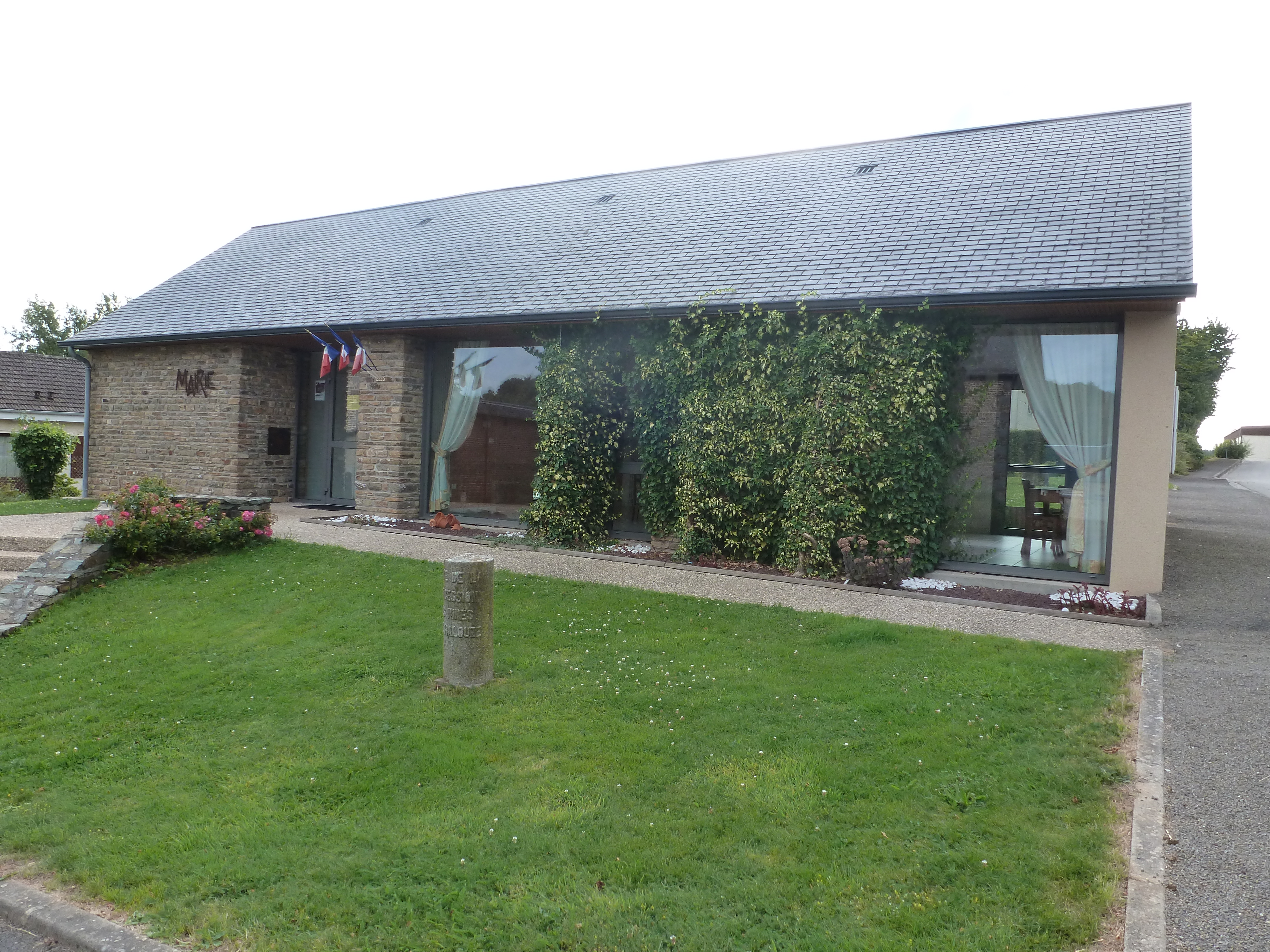
Gemeentehuis
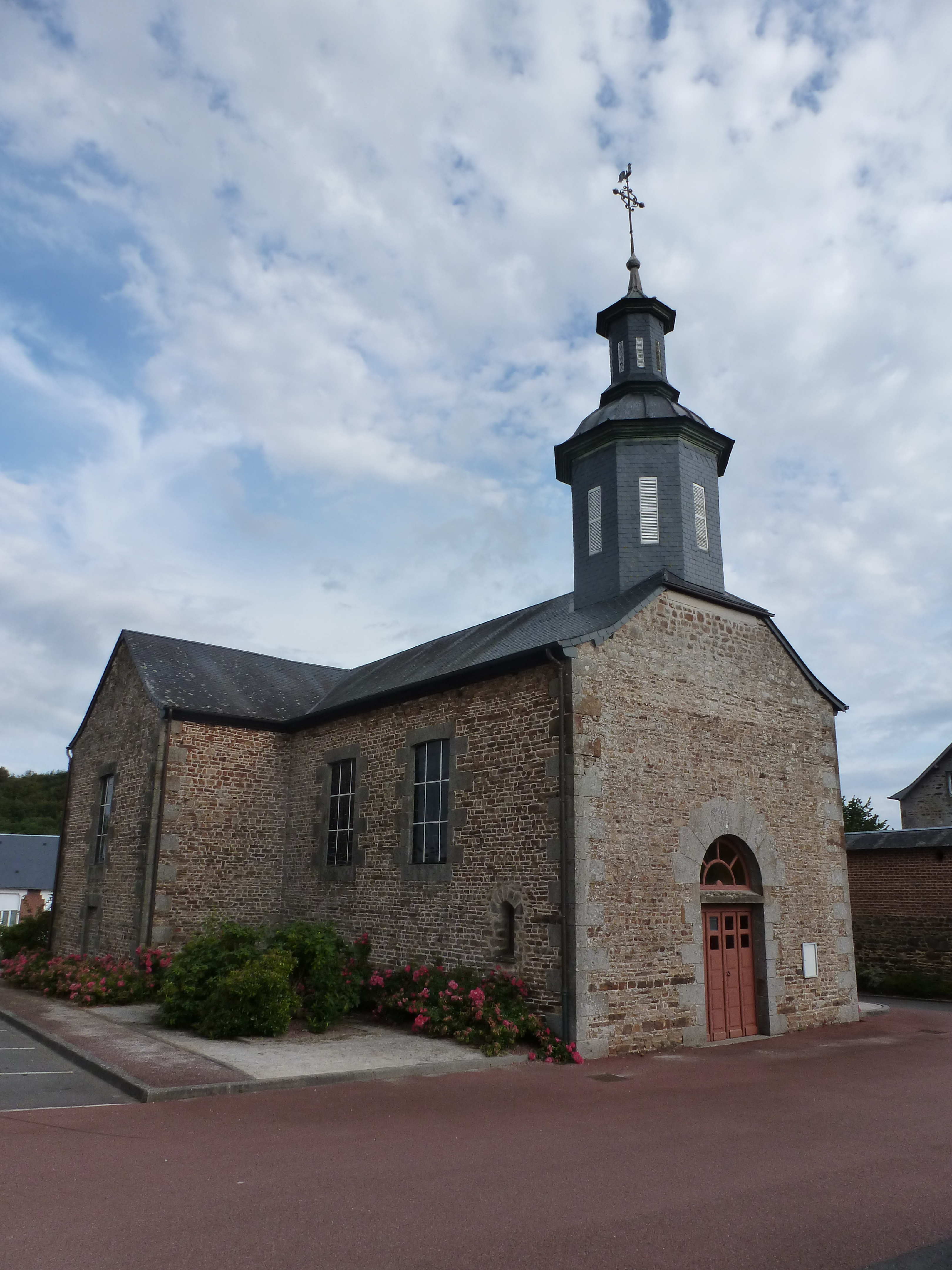
Kerk in Le Châtellier

## Geografie
De oppervlakte van Le Châtellier bedraagt 8,1 km², de bevolkingsdichtheid is 42,3 inwoners per km².
De onderstaande kaart toont de ligging van Le Châtellier (Orne) met de belangrijkste infrastructuur en aangrenzende gemeenten.

## Demografie
Onderstaande figuur toont het verloop van het inwonertal (bron: INSEE-tellingen).
1. ↑  Populations de référence 2022.